# 冈底斯山蝇子草
冈底斯山蝇子草（学名：Silene moorcroftiana）是石竹科蝇子草属的植物。分布在克什米尔地区、巴基斯坦、印度、阿富汗以及中国大陆的西藏等地，生长于海拔3,600米至4,950米的地区，常生长在多砾石草地及岩壁缝隙中，目前尚未由人工引种栽培。

## 别名
西藏蝇子草（西藏植物志）

## 异名
- Silene gyirongensis L. H. Zhou